# Питирим (Окнов)
Митрополит Питири́м (в миру Павло Окнов; 28 червня (10 липня) 1858, миза  Кокенгузена, Ризький повіт, Ліфляндська губернія — 21 лютого (5 березня) 1920, Катеринодар) — єпископ Російської православної церкви; митрополит Петроградський і Ладозький (23 листопада 1915 — березень 1917), член Святійшого синоду (з 26 червня 1914).
У суспільстві мав репутацію ставленика Григорія Распутіна, через що був першим зміщений з кафедри, в числі низки інших ієрархів, незабаром після падіння монархії, 6 березня 1917 (за юліанським калнендарем).

## Біографія

### Ранні роки
Народився 28 червня 1858 року в сім'ї протоієрея мизи Кокенгузена Ризького повіту Ліфляндської губернії.
Вельми схвально відгукувався про нього в «Спогадах» князь Микола Жевахов, колишній товариш обер-прокурора Святійшого синоду:
|  | «Материнський вплив, у зв'язку з глибокими релігійними основами, закладеними батьком, наклав на природу хлопчика відбиток надзвичайної жіночності. Я особливо підкреслюю цей факт і бажав би зосередити на ньому переважну увагу, бо без цієї умови дуже багато в подальшому житті митрополита Питирима залишиться незрозумілим». |

У 1879 році закінчив Ризьку Олександрівську гімназію і вступив до Київської духовної академії, яку закінчив в 1883 році зі ступенем кандидата богослов'я.
3 червня 1883 року пострижений в чернецтво. Майже ніхто в академіях в той час в чернецтво не стригся, тому стали говорити, що Питирим Окнов «прорубав вікно в чернецтво». За спогадами Н. Д. Жевахова:
|  | «Ті відомості, які повідомив мені покійний настоятель "Скита Пречистої "Київської єпархії, схиігумен Серафим, малюють картину чернечого постригу молодого П. Окнова зовсім незвичайними фарбами. Юнак П. Окнов був таким дивовижно вродливим, що навіть його батько, відомий своїм подвижницьким життям старець, ієросхимонах Алексій Шепелєв <...> відмовляв його від постригу, пророкуючи, що чернецтво виявиться для нього надмірно тяжким хресним шляхом. Стрункий, витончений, з жіночними манерами і рухами, безмежно що кидають тінь на залиті яскравим рум'янцем щоки, чарівний овал блідо-матового обличчя і чудові чорні кучері, що звисали до самих плечей, ніби просили пензля художника, щоб бути відображеними на полотні, як відображення розквіту ніжної юності». |

### Священик
12 червня того ж року висвячений у сан ієродиякона, а 19 червня — у сан ієромонаха і після закінчення академії зі ступенем кандидата богослов'я призначений викладачем Київської духовної семінарії.
З 26 червня 1887 року — інспектор Ставропольської духовної семінарії. 24 березня 1890 року призначений ректором тієї ж семінарії, а 8 квітня зведений в сан архімандрита.
З 11 січня 1891 року — ректор Санкт-Петербурзької духовної семінарії.

### Єпископ
17 липня 1894 хіротонізований на єпископа Новгород-Сіверського, вікарія Чернігівської єпархії.
У 1896 році був призначений на самостійну кафедру, єпископом Тульським і Бєлевським.
З 17 червня 1904 року — єпископ Курський і Білгородський (з 25 лютого 1905 року іменувався Курським і Обоянським.
Під час революційних подій 1905 року брав участь в діяльності курських монархістів, був обраний почесним головою курського відділу Союзу російського народу. Під його головуванням у 1906 році в Курську пройшов єдиновірський єпархіальний з'їзд - перший з низки подібних з'їздів в Росії, проведення яких стало можливим завдяки царському указу про зміцнення начал віротерпимості.
6 травня 1909 року возведений у сан архієпископа. У 1911 році в Білгороді керував відкриттям мощей святителя Іоасафа Білгородського.
4 жовтня 1911 року призначений архієпископом Владикавказьким і Моздоцьким. Владикавказька єпархія була менш статусною, ніж Курська. В якості причини такого перекладу з пониженням зазвичай вказують на незадовільну організацію ним канонізаційних урочистостей святителя Іоасафа Білгородського.
На Владикавказькій кафедрі, так само, як і його попередники, приділяв велику увагу місіонерської діяльності. Особливу увагу приділяв осетинським парафіям, про які писав в Синод, що в них «стан православ'я особливо сумний». Для виправлення церковного життя Осетії провів у Владикавказі в лютому 1912 року з'їзд осетинських пастирів.
З 22 грудня 1913 року — архієпископ Самарський і Ставропольський.
Як вважав протопресвітер Георгій Шавельський, опинившись в 1911 році в опалі і втративши підтримку обер-прокурора В. К. Саблера, почав шукати нового покровителя і знайшов його в особі «сибірського мандрівника» Григорія Распутіна. За словами архієпископа Костянтина Буличова, під час свого перебування архієпископом Самарським Питирим відверто заявляв Костянтину, що на цій кафедрі він тимчасово, а нині його місце — в Петрограді.
З 26 червня 1914 року — архієпископ Карталинський і Кахетинський, член Святійшого синоду і Екзарх Грузії.
У 1915 році нагороджений діамантовим хрестом на клобуці.

### На петроградської кафедрі
23 листопада 1915 возведений у сан митрополита і призначений митрополитом Петроградським і Ладозьким з правом носіння хреста на митрі. При цьому звання першого з членів Святійшого синоду зберіг митрополит Володимир, зміщений зі столичної кафедри на Київську. Всі розуміли, що Питирим отримав білий клобук в обхід багатьох більш відомих і гідних архієреїв. У суспільстві негайно склалася думка, що це призначення було результатом прямої протекції Распутіна. Таким чином, ще до того, як Питирим зміг прибути в Петроград і якось проявити себе в якості правлячого архієрея і церковно-громадського діяча, навколо нього вже склалася певна репутація. Він не сприймався ні як «ліберал», ні як «консерватор», — в ньому бачили людину, яка зробила кар'єру завдяки «старця». Клеймо «распутінця» пристало до нього намертво.
Протопресвітер армії і флоту Георгій Шавельський (член Синоду в передреволюційні місяці) в мемуарах писав, що «митрополит Питирим все своє життя блазнював і лицемірствував» і давав йому наступну оцінку: «Власне кажучи, Питирим вступив на Петербурзьку митрополичу кафедру в таку пору свого життя, коли зовнішні якості, як красива зовнішність, якими він раніше декого зачаровував, тепер з роками зникли, а високих духовних якостей, які тепер були б дуже не зайвими для його високого сану, йому не вдалося виховати. Зараз він був досить непоказним, солодкавим, підступним і брехливим старим. Незважаючи на свої 58 років, він виглядав старим. Очі, що бігають, ніколи не дивляться на співрозмовника, борода мочалкою, вкрадливий, ніби запобігливий голос, при невеликому зрості і оригінальній ході, робили його постать скоріше жалюгідною, ніж величною, і безумовно несимпатичною. І, проте, за останні два царювання жоден з митрополитів не був такий близький до царської родини і настільки впливовий в справах, як митрополит Питирим. У той час, як колишні митрополити удостоювалися бувати в царській родині два — три рази на рік, митрополит Питирим бував майже щотижня, міг бувати, коли тільки йому хотілося. <...> Мені здається, що цар і цариця, сліпо вірили і в чудодійну силу, і в святість Распутіна, вельми засмучувалися тим, що наші кращі єпископи і найбільш видні представники білого духовенства не поділяли їхніх поглядів на «чудотворця». Хоч з висоти царської величі вони і намагалися ігнорувати переважаюче і в єпископаті, і клірі негативне ставлення до Распутіна, але вони багато дали б, щоб такого ставлення не було. Тому-то всякий, навіть найменший єпископ або клірик, який зближався зі «старцем», робився близьким і бажаним для царської сім'ї. <...> Питирим зрозумів це, з цинічною відвертістю став на бік Распутіна і з гідною кращого застосування рішучістю взявся за реабілітацію нібито не зрозумілого іншими «старця». Хитрий Тобольський чоловік врахував, що підтримка Петроградського митрополита для нього — далеко не зайва і, щоб вона стала надійною, почав наполегливіше наспівувати цариці про високі якості Питирима. <...> Підтримка митрополита Питирима, дійсно, надзвичайно зміцнила Распутіна». Завдяки близькості і підтримку царської сім'ї митрополит Питирим набув чималої політичної ваги. За словами Шавельського: він «звалив обер-прокурора Волжина і вибрав нового — Раєва. Після падіння Волжина всі, прагнучи до обер-прокурорського крісла, перш за все кинулися до митрополита Питирима, не приховуючи, що їм відомо: вибір нового обер-прокурора цілком залежить від Петроградського митрополита. До митрополита Питирима підлещувалися, до нього за порадою їздили навіть міністри. Звичайно, такого впливу митрополит Питирим досяг не особистими високими якостями, не якимись заслугами перед церквою або державою, — і ті і інші, на жаль, у нього були відсутні, — а кривими шляхами, у виборі яких він не соромився». Найвищим рескриптом, за даними 6 грудня 1916 року, Питириму був наданий хрест для предносіння в священнослужінні.
В іншій своїй праці, написаній в 1930-х роках, Шавельський писав: «Час перебування митр. Питирима на Петроградської кафедрі складе абсолютно особливий період синодальної історії. Раніше Синоду доводилося боротися з обер-прокурорами. <...> Тепер же Синоду доводилося боротися з Петроградським митрополитом. <...> Боротьба між Синодом і митр. Питиримом була представлена царю і цариці як боротьба двох напрямків: зношеного і затхлого, якого нібито тримався Синод, і нового - світлого і багатообіцяючого, що прагне відновити і оживити церковне життя, яке нібито очолював митр. Питирим. <...> Революція поклала край цій злощасної боротьбі».
Його зв'язки з Григорієм Распутіним створювали  підстави для декого — підозрювати його в порушенні морального життя. У петербурзькому суспільстві в дні Лютневої революції неприхильність і ненависть до його особистості привели до його відставки. Багато пересудів викликала його прихильність до свого секретаря Івана Осипенка, відомого як «Ваня». «Щоб якось замаскувати близькі стосунки головного сановника церкви і безвісного суб'єкта, що занадто кидалися в очі, Питирим видавав Осипенка за свого вихованця»

### На спокої
27-28 лютого 1917 року в покої Питирима в Митрополичому корпусі Олександро-Невської лаври в увірвалося безліч людей, які під приводом пошуку зброї обшукали приміщення і заарештували митрополита, потім посадили його на стару розбиту машину і під шалені крики народу, що вимагав помсти «распутінсьому» прихильникові, повезли по місту в Думу до Олександра Керенського. Доставлений в Таврійський палац, митрополит висловив бажання піти на спокій і був відпущений. 2 березня він направив письмове прохання про звільнення на спокій і більше на засіданнях Святійшого синоду не був присутній.
Ухвалою Святійшого синоду від 6 березня 1917 року за № 1213 був звільнений на спокій, відповідно до прохання; місцеперебування йому було визначено в межах Владикавказької єпархії: або в монастирі, що на горі Бештау (Второафонській), або в подвір'ї того ж монастиря в П'ятигорську.
Митрополит виїхав до П'ятигорська, де проживав в подвір'ї Второ-Афонського монастиря. Жив в бідності і презирстві від світського суспільства при ставці головнокомандувача військами Терсько-Дагестанського краю генерала Івана Ерделі.
Про останній рік його життя (1919) митрополит Євлогій Георгієвський писав у спогадах: «Одного разу зайшов я в архієрейський будинок, сидимо ми, розмірковуємо про стан справ, — і раптом входить старий, у міщанській чуйці, в шапці, виснажений, змучений, з виду мандрівник, — і ми в подиві впізнаємо в ньому... колишнього Петербурзького митрополита Питирима. Виявляється, він був засланий в Успенський монастир, на Кавказі, на горі Бештау. Коли почалася евакуація, він кинувся до нас. І тепер, тремтячи від хвилювання, психічно приголомшений, він принижено благав нас про допомогу: «Не залишайте, не кидайте мене...» — «Не турбуйтеся, не хвилюйтеся, ми не залишимо вас...» — сказав я. «Відпочиньте у мене...» — запропонував митрополит Антоній. Несподіваною зустріччю я був вражений. Пам'ятаю митрополита Питирима в митрополичих покоях... Як він домагався цього високого поста! Як намагався здобути прихильність Распутіна, безсумнівно в душі його зневажаючи! Ця зустріч залишилася в моїй пам'яті яскравим прикладом марноти земної величі... »
Перебуваючи в Катеринодарі, де готувався відбути через Новоросійськ з Росії у зв'язку з наближенням Червоної армії, помер 21 лютого 1920 року (за юліанським календарем).
22 лютого відспівування покійного митрополита очолив митрополит Антоній Храповицький, який керував тоді Кубанською і Єкатеринодарською єпархією. Похований Питирим в Катерининському (червоному) соборі Катеринодара.

## Оцінки і пам'ять
Професор СПбПДА доктор історичних наук С. Л. Фірсов називає Питирима «однією з найбільш суперечливих історичних особистостей того часу» і зазначає, що «протягом багатьох років дослідники писали про нього небагато, але переважно критично, пов'язуючи ім'я владики з ім'ям сибірського мандрівника Григорія Распутіна і називаючи одним з найбільш активних діячів „камарильї“»
У 1990-ті роки, у зв'язку з бажанням в колах деяких політично заангажованих істориків і публіцистів переглянути негативне ставлення до Распутіна, що склалося в історичній науці, змінюється і характеристика митрополита Питирима. Прикладом можуть служити, об'ємні публікації С. В. Фоміна, що доводять «праведність» Григорія Распутіна, і, відповідно, високі якості всіх, хто був близький до нього, хто не прагнув переконати імператора Миколу II і імператрицю Олександру Федорівну в доброму ставленні до «старця».

## Твори
- Гріхопадіння людини і її спокута. Слово в день Різдва Христового // Мандрівник. - СПб., 1893. - Т. III. - С. 632-639.
- Кілька слів і промов архим. Питирима ректора Санкт-Петербурзької духовної семінарії. - СПб., 1893.
- Втішні сподівання християнина (Слово в день Стрітення Господнього) // Мандрівник. - СПб., 1894. - Т. I. - С. 29-35.
- Речі і слова архієпископа Питирима, екзарха Грузії. - Самара, 1914.
- Напутнє слово непереможному російському воїнству. - Тифліс, 1915.
- Архіпастирське послання екзарха Грузії. - Тифліс, 1915.